# Légió (televíziós sorozat)
A Légió (eredeti cím: Legion) 2017 és 2019 között vetített amerikai szuperhős sorozat, amelyet Noah Hawley, alkotott. A főbb szerepekben Dan Stevens, Aubrey Plaza, Jean Smart, Rachel Keller és Bill Irwin láthatóak.
Amerikában 2017. február 8-án az FX, Magyarországon 2017. február 9-én a FOX mutatta be.
A sorozat David Haller-ről szól, aki egy Marvel képregény szereplő. Ő Charles Xavier és Gabrielle Haller fia.

## Történet
David Haller az egyik legnagyobb erejű mutáns. A gond csak az, hogy megszállta őt egy gonosz lény, ezért Davidnek mindenféle baja van. Éveket töltött a zárt osztályon, már-már elhitte saját magáról, hogy tényleg bolond, de miután befogadja őt egy csoport, felnyílik a szeme. Közösen azon kezdenek dolgozni, hogy ezt a lényt eltávolítsák Davidből, és teljes emberként tudjon élni. De a lény nem akar elszakadni Davidtől, ezért ádáz küzdelem kezdődik kettejük között. Eközben egy másik csoport vadászik a mutánsokra, mert félnek, hogy valami bajt csinálnak. Elrabolják David testvérét is, hogy így jobb pozícióba kerüljenek.

## Szereplők

### Főszereplők
| Szereplő                  | Színész                          | Magyar hang               | Leírás |
| ------------------------- | -------------------------------- | ------------------------- | --- |
| David Haller / Légió      | Dan Stevens                      | Zámbori Soma              | Charles Xavier mutáns fia. Fiatalon skizofréniával diagnosztizálták, és egy pszichiátriai kórházban találkozik "álmai lányával". Különböző pszichikai képességekkel rendelkezik, beleértve a telepátiát, a telekinézist és a teleportációt is.                                                                                  |
| Sydney "Syd" Barrett      | Rachel Keller                    | Sallai Nóra (1. évad)     | Fiatal mutáns, aki David barátnője lesz. Elméje helyet cserél bárkivel, akit megérint, az övé belép az illető testébe, és fordítva. Képességei miatt visszahúzódó. |
| Sydney "Syd" Barrett      | Rachel Keller                    | Solecki Janka (2–3. évad) | Fiatal mutáns, aki David barátnője lesz. Elméje helyet cserél bárkivel, akit megérint, az övé belép az illető testébe, és fordítva. Képességei miatt visszahúzódó. |
| Sydney "Syd" Barrett      | Pearl Amanda Dickson (tinédzser) | Laudon Andrea (2. évad)   | Fiatal mutáns, aki David barátnője lesz. Elméje helyet cserél bárkivel, akit megérint, az övé belép az illető testébe, és fordítva. Képességei miatt visszahúzódó. |
| Sydney "Syd" Barrett      | Pearl Amanda Dickson (tinédzser) | Mayer Szonja (3. évad)    | Fiatal mutáns, aki David barátnője lesz. Elméje helyet cserél bárkivel, akit megérint, az övé belép az illető testébe, és fordítva. Képességei miatt visszahúzódó. |
| Sydney "Syd" Barrett      | Audrey Lynn (6 évesen)           | Papucsek Sarolta          | Fiatal mutáns, aki David barátnője lesz. Elméje helyet cserél bárkivel, akit megérint, az övé belép az illető testébe, és fordítva. Képességei miatt visszahúzódó. |
| Sydney "Syd" Barrett      | Violet Hicks (kislány)           | Papucsek Zsuzsanna        | Fiatal mutáns, aki David barátnője lesz. Elméje helyet cserél bárkivel, akit megérint, az övé belép az illető testébe, és fordítva. Képességei miatt visszahúzódó. |
| Lenore "Lenny" Busker     | Aubrey Plaza                     | Gáspár Kata               | David barátja, egy "lehetetlen optimista" a drog- és alkoholfogyasztás ellenére. Meghal, de visszatér, mint David elméjének egy fő személyiség, több közül, amelyet a nagyhatalmú mutáns Amahl Farouk csinál. Farouk később egy új testet ad Buskernek, amelyet Amy Haller testének Busker DNS-ével való beoltásával hoz létre. |
| Cary Loudermilk           | Bill Irwin                       | Rosta Sándor              | Mutáns tudós, a Summerland egyik alapítója és Bird egyik specialistája. |
| Ptonomy Wallace           | Jeremie Harris                   | Kossuth Gábor (1. évad)   | Egykori csodagyerek és mutáns, Bird egyik specialistája. Mondenre emlékszik, és képes visszavinni az embereket a saját emlékeikbe. |
| Ptonomy Wallace           | Jeremie Harris                   | Horváth Illés (2. évad)   | Egykori csodagyerek és mutáns, Bird egyik specialistája. Mondenre emlékszik, és képes visszavinni az embereket a saját emlékeikbe. |
| Ptonomy Wallace           | Jeremie Harris                   | Pál Tamás (3. évad)       | Egykori csodagyerek és mutáns, Bird egyik specialistája. Mondenre emlékszik, és képes visszavinni az embereket a saját emlékeikbe. |
| Kerry Loudermilk          | Amber Midthunder                 | Pap Katalin               | Mutáns, aki Cary testében él; mutáns erejük lehetővé teszi számukra, hogy egy testben éljenek együtt, vagy különálló fizikai személyekké váljanak. |
| Amy Haller                | Katie Aselton                    | Kisfalvi Krisztina        | David mostohanővére, aki megpróbál pozitív maradni David mentális betegsége ellenére. |
| Melanie Bird              | Jean Smart                       | Kovács Nóra               | Igényes pszichiátriai terapeuta. |
| Amahl Farouk / Árnykirály | Navid Negahban                   | Kárpáti Levente           | Rosszindulatú jelenlét Dávid elméjében, aki több különböző formában jelenik meg. |
| Oliver Bird               | Jemaine Clement                  | Jakab Csaba               | Melanie mutáns férje. |
| Clark Debussy             | Hamish Linklater                 | Bartucz Attila            | Egy "kihallgató" a 3-as részleg számára. |
| Jia-Yi / Gomb             | Lauren Tsai                      | Molnár Ilona              | Fiatal mutáns, időutazó képességekkel. |

### Mellékszereplők
| Szereplő        | Színész        | Magyar hang    | Leírás |
| --------------- | -------------- | -------------- | --- |
| Brubaker        | David Selby    | Csuha Lajos    | A 3-as részleg tagja, aki Fukyama admirálisnak tartozik. Meghal, amikor David csapdába ejti a padlóban. |
| Philly          | Ellie Araiza   | Mezei Kitty    | David "élénk és távolságtartó" volt barátnője, amíg el nem hagyta őt, miután elvesztette az irányítást a képességei felett.                                                                                     |
| Walter / A Szem | Mackenzie Gray | Fazekas István | Mutáns és a Summerland egyik alapítója, aki most a 3-as részleg ügynökeként dolgozik. Képessége van arra, hogy hangjában és megjelenésében más emberekként jelenjen meg. Waltert később az Árnyékkirály megöli. |
| Henry Poole     | Scott Lawrence | Kálid Artúr    | David pszichiátere, mielőtt felvették a Clockworksbe. |
| Narrátor        | Jon Hamm       | Varga Gábor    | A második évadban az egyes epizódok cselekménye között több "oktatási szegmens" narrátora. |

### Vendégszereplők
| Szereplő                      | Színész                | Magyar hang     | Leírás |
| ----------------------------- | ---------------------- | --------------- | --- |
| Dennis Kissinger              | David Ferry            | Háda János      | David pszichiátere a Clockworks Pszichiátriai Kórházban. |
| Daniel Bohr-Debussy           | Keir O’Donnell         | Fekete Zoltán   | Clark férje, aki szintén a 3-as részlegnél dolgozik. David manipulálja Daniel memóriáját, hogy választ kapjon arra, hol tartják fogva Gombot. Amikor a 3-as részleg szállítójárműve megérkezik a főhadiszállásra, az amnéziás Daniel megkérdezi az őröktől, hogy ki ő. |
| Salmon                        | Vanessa Dubasso        | Pekár Adrienn   | Nő, aki David Hallerhez irányítja a Gombot. Ő Lenny szeretője. Amikor az Időfalók támadására került sor, Lennynek át kellett élnie Salmon vajúdását és halálát. |
| Charles Xavier / X Professzor | Harry Lloyd            | Hamvas Dániel   | David Haller apja. |
| Gabrielle Xavier              | Stephanie Corneliussen | Sánta Annamária | Román holokauszt-túlélő, Charles Xavier felesége és David Haller édesanyja. |
| Jerome / Farkas               | Jason Mantzoukas       | Gardi Tamás     | Az asztrálsík lénye, aki megrontja azokat, akiket az asztrálsíkon talál. |
| Cynthia                       | Samantha Cormeier      | Hermann Lilla   | Lány, akit Farkas talált meg. |

### Magyar változat
- Felolvasó: Endrédi Máté (1. évad), Korbuly Péter (2–3. évad)
- Magyar szöveg: Vajda Evelin
- Hangmérnök: Tóth Imre (1. évad), Hegede Béla (2. évad), Gajda Mátyás (3. évad)
- Vágó: Baja Gábor (1. évad), Kránitz Bence (2–3. évad)
- Gyártásvezető: Vigvári Ágnes (1. évad), Molnár Melinda (2. évad), Újréti Zsuzsa (3. évad)
- Szinkronrendező: Zentai Mária (1. évad), Pupos Tímea (2–3. évad)
- Produkciós vezető: Marjai Szabina

A szinkront a Masterfilm Digital Kft. (1. évad), SDI Media Hungary (2–3. évad) készítette.

## Epizódok
| Évad | Évad | Részek száma | Részek száma | Eredeti sugárzás | Eredeti sugárzás    | Eredeti adó | Magyar sugárzás     | Magyar sugárzás     | Magyar adó |
| Évad | Évad | Részek száma | Részek száma | Évadbemutató     | Évadzáró            | Eredeti adó | Évadbemutató        | Évadzáró            | Magyar adó |
| ---- | ---- | ------------ | ------------ | ---------------- | ------------------- | ----------- | ------------------- | ------------------- | ---------- |
|      | 1.   | 8            | 8            | 2017. február 8. | 2017. március 29.   | FX          | 2017. február 9.    | 2017. március 30.   | FOX        |
|      | 2.   | 11           | 11           | 2018. április 3. | 2018. június 12.    | FX          | 2019. június 1.     | 2019. június 1.     | HBO Go     |
|      | 3.   | 8            | 8            | 2019. június 24  | 2019. augusztus 12. | FX          | 2020. augusztus 15. | 2020. augusztus 15. | HBO Go     |

## A sorozat készítése
Miután 2014-ben befejezte a Fargo első évadának munkálatait az FX-nél, Noah Hawley-nak felkínálták a lehetőséget, hogy fejlessze az első élőszereplős tévésorozatot az X-Men képregények alapján, amelyeknek felnőttként nagy rajongója volt. Hawley-nak kezdetben két különböző ötletet is felvetettek a potenciális sorozathoz, köztük a képregények Pokoltűz Klubjának adaptációját, de az ötletek nem érdekelték. Ehelyett az X-Men filmsorozat írójával és producerével, Simon Kinberggel dolgozott együtt. Ketten megállapodtak David Haller / Légió karakterében. Hawley érdekesnek találta a karaktert a mentális betegsége miatt, és azért, mert a sorozatban lehetőség nyílna az ő egyedi gondolkodásmódjának ábrázolására.
2015 októberében az FX megrendelte a Légió próbaepizódját, a Marvel Television és az FX Productions gyártásában. Hawley-t jelölték ki a rész írására. 2016 májusban az FX megrendelte a Légió nyolc epizódos első évadát.